# 小行星57567
小行星57567（57567 Crikey）是一颗绕太阳运转的小行星，为主小行星带小行星。该小行星于2001年10月20日发现。
該小行星以澳大利亞環保人士與電視節目主持人史帝夫·厄文的招牌詞「Crikey!」命名。

## 轨道参数
小行星57567的轨道半长轴为475 897 377 km，3.1811322 UA，离心率为0.158。